# Lubrza (Lubusz)
Pour les articles homonymes, voir Lubrza.
Lubrza (prononciation : [ˈlubʐa]; en allemand : Liebenau) est un village polonais de la gmina de Lubrza dans le powiat de Świebodzin de la voïvodie de Lubusz, situé dans l'ouest de la Pologne. C'est le siège administratif (chef-lieu) de la gmina appelée Lubrza.

## Géographie
Lubrza se situe à l'extrême nord de la région historique de Basse-Silésie, proche de la frontière limitrophe avec la Grande-Pologne. Le village se trouve à environ 9 kilomètres au nord-ouest de Świebodzin (siège de le powiat), 41 kilomètres au nord de Zielona Góra (siège de la diétine régionale) et 50 kilomètres au sud de Gorzów Wielkopolski (capitale de la voïvodie).
Le village comptait approximativement une population de 1 049 habitants en 2012.

## Histoire

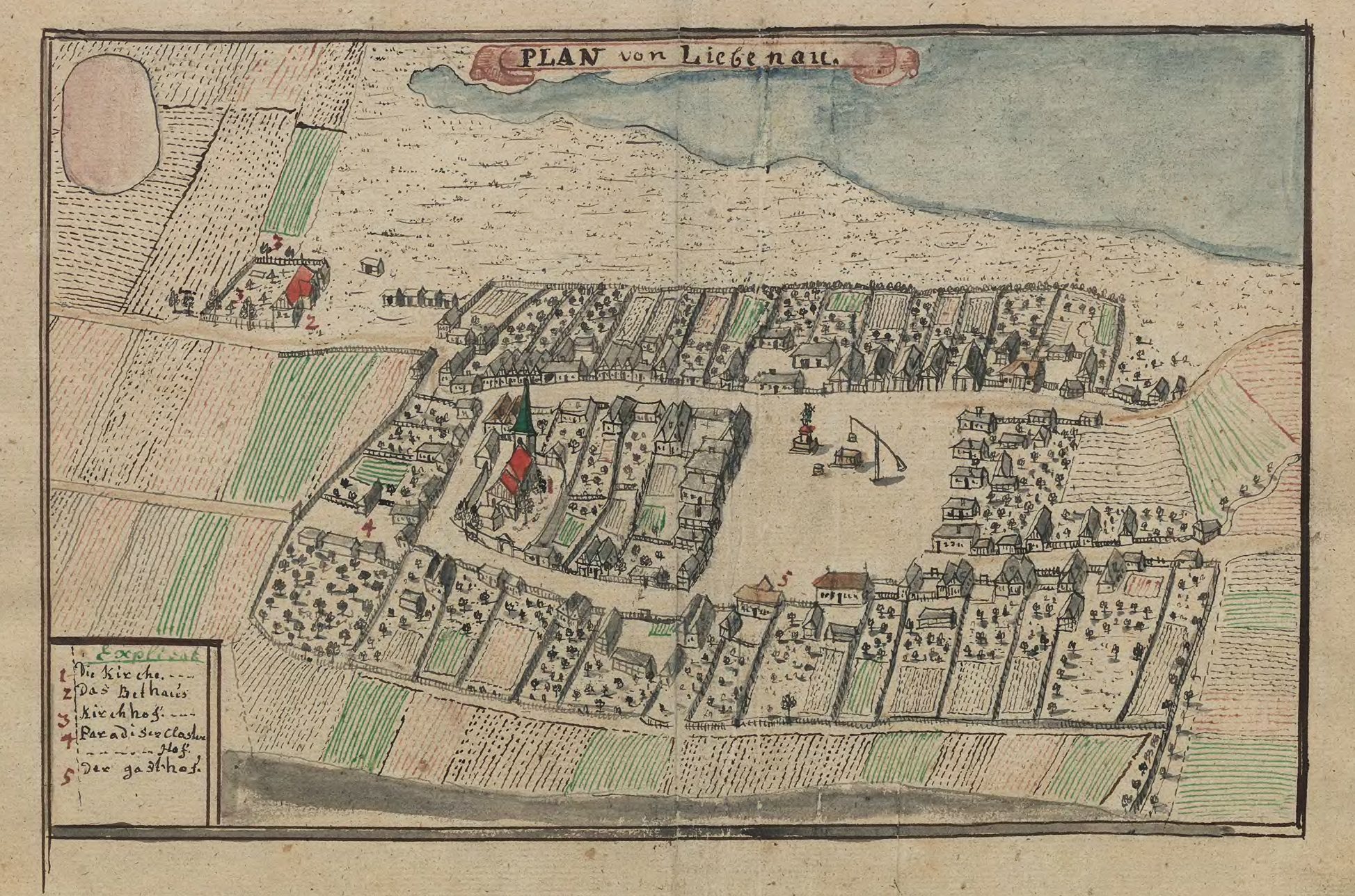
Liebenau, dessin de Friedrich Bernhard Werner, 1750.

Le lieu de Lubinen est mentionné pour la première fois dans un acte promulgué par les ducs Henri IV et Przemko II de Głogów le 10 août 1319. Jusqu'au début du XIXe siècle, la région autour de Świebodzin faisait partie du territoire de la Silésie, à l'origine un duché au sein du royaume de Pologne puis, à partir de 1335, un pays de la couronne de Bohême. Tandis que la zone de Sulechów au sud a été incorporée dans la Nouvelle-Marche en 1535, Świebodzin et ses alentours font encore partie de la monarchie de Habsbourg jusqu'à leur annexion par le royaume de Prusse durant les guerres de Silésie, en 1742.
Les citoyens ont reçu les droits de ville en 1857. Incorporé dans le district de Francfort au sein de la province de Brandebourg, Liebenau, avec la mise en œuvre de la ligne Oder-Neisse après la Seconde Guerre mondiale, est intégré à la république de Pologne. La population d'origine allemande est expulsée et remplacée par des polonais. De 1975 à 1998, le village appartenait administrativement à la voïvodie de Zielona Góra. Depuis 1999, il appartient administrativement à la voïvodie de Lubusz